# 61 Virginis c

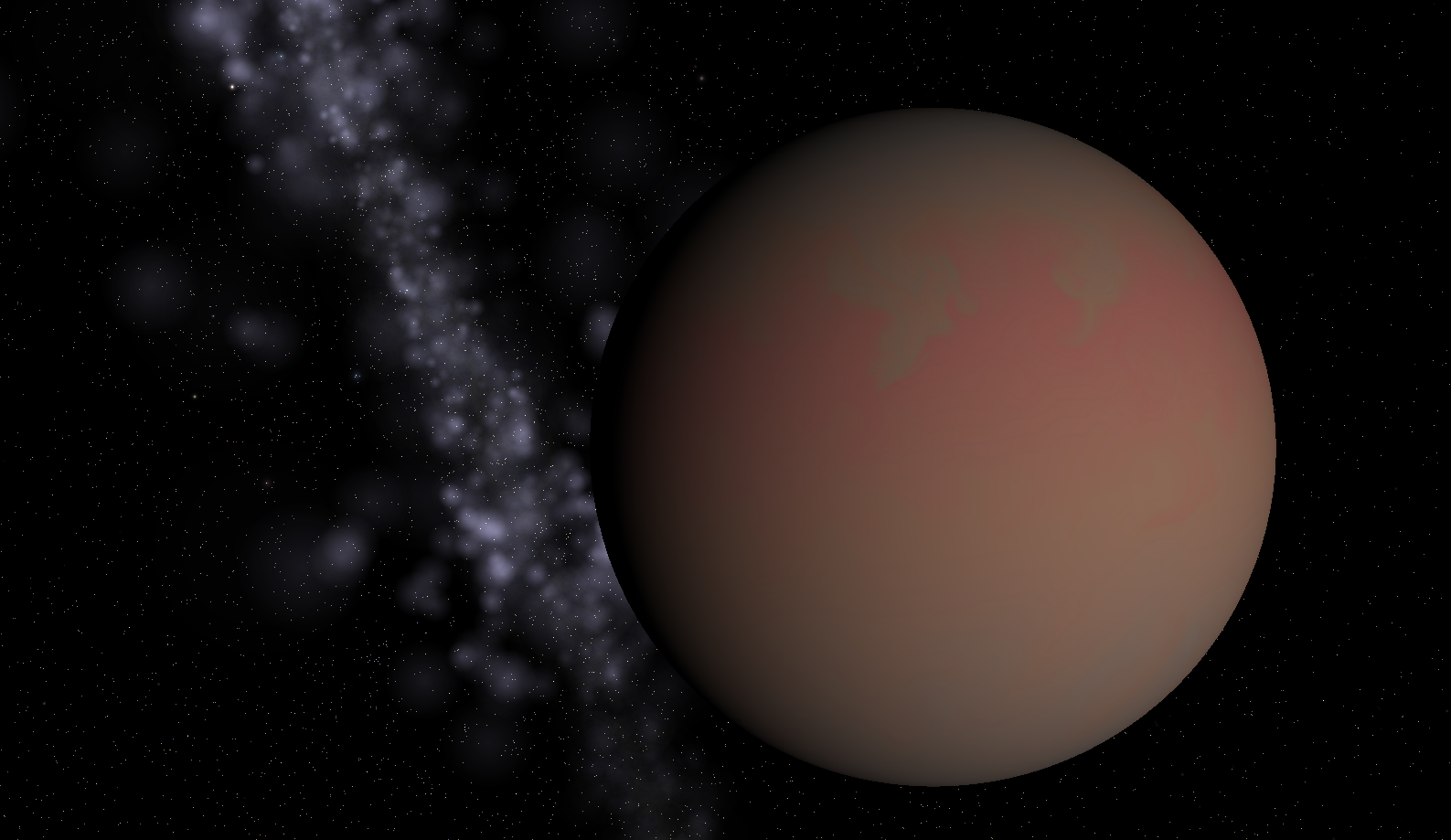
Concepção artística de 61 Virginis c

61 Virginis c é um planeta extrasolar orbitando a estrela de 5ª magnitude do tipo G 61 Virginis, em Virgem. Esse planeta possui uma massa mínima de 18.2 vezes maior que a da Terra, e orbita a uma distância equivalente a um quinto da distância em que a Terra orbita o Sol, estando localizado precisamente a 0.2175 UA de distância com uma excentricidade de 0.14. É provável que este planeta seja um gigante gasoso, assim como Urano e Netuno. A sua descoberta se deu em 14 de dezembro de 2009 através do uso do método da velocidade radial nos observatórios Keck e no Anglo-Australiano.